# René Ortubé
René Marcelo Ortubé Betancourt (La Paz, 26 dicembre 1964) è un arbitro di calcio boliviano, internazionale dal 1993.

## Carriera
È nipote dell'ex direttore di gara boliviano Oscar Ortubé, che vanta diverse partecipazioni alle fasi finali della Copa América. Con 552 presenze al 19 agosto 2011 è l'arbitro con più partite all'attivo in Liga del Fútbol Profesional Boliviano.
Nel 1997 si colloca la prima importante esperienza a livello internazionale con la direzione in occasione della Confederations Cup in Arabia Saudita.
Ha diretto una partita durante il campionato del mondo 2002, Svezia-Nigeria a Kōbe: la convocazione a questa rassegna iridata arriva inaspettata, in quanto l'arbitro titolare doveva essere l'uruguaiano Jorge Larrionda che, però, colpito in patria da una sospensione disciplinare, deve rinunciare al torneo e far posto alla prime delle riserve.
Ha totalizzato anche varie partite di Copa América, nei tornei del 1997, 2001, 2004 e 2007, e una semifinale di Copa Libertadores nel 2009, suo ultimo anno di attività da internazionale.
Nel 2004 il suo nome viene inserito nella lista dei 46 pre-candidati in vista dei Mondiali di calcio 2006 in Germania, ma al termine della selezione Ortubé viene scartato dall'elenco dei 21 arbitri prescelti.